# Ionian Sky
Die Ionian Sky war ein 1974 als Sapporo Maru in Dienst gestelltes Fährschiff, das zuletzt bis September 2013 für die Reederei NEL Lines zwischen Thessaloniki, Mytilini, Lesbos, Chios, Samos und Ikaria im Einsatz war. Nach mehr als sechs Jahren Liegezeit wurde die Fähre im Frühjahr 2020 in der Türkei abgewrackt.

## Geschichte
Die Sapporo Maru entstand unter der Baunummer 1177 in der Werft der Hayashikane Shipbuilding & Engineering Company in Shimonoseki und lief am 9. April 1974 vom Stapel. Nach der Übernahme durch die japanische Reederei Nippon Enkai Ferry im Juli 1974 nahm das Schiff am 2. August 1974 den Fährdienst zwischen Tokio und Tomakomai auf.
Im November 1990 ging die Sapporo Maru in den Besitz der Blue Highway Line, 1991 folgte die Umbenennung in Sunflower Sapporo. Einsatzstrecke blieb weiterhin die Fährverbindung von Tokio nach Tomakomai.
Nach sieben weiteren Jahren im Einsatz vor Japan ging das Schiff 1998 in den Besitz der griechischen Strintzis Lines über und erhielt den Namen Ionian Victory. Nach Umbauarbeiten in Perama nahm die Fähre am 30. Juni 1998 den Dienst zwischen Venedig, Korfu, Igoumenitsa und Patras auf.
2000 wurde die Ionian Victory als Blue Sky von Blue Star Ferries übernommen und stand fortan zwischen Brindisi, Igoumenitsa und Patras im Einsatz. Im Januar 2004 wurde das Schiff erneut verkauft und ab Februar 2004 als Ionian Sky von der Agoudimos Lines auf derselben Strecke betrieben. Seit März 2008 wurde statt Brindisi der Hafen von Bari angelaufen.
Nachdem im November 2009 der Betrieb der Ionian Sky durch die Agoudimos Lines eingestellt worden war, lag das Schiff ab 2010 beschäftigungslos in Perama und stand fortan unter zypriotischer Flagge. Im Juli 2011 kam die Fähre wieder zum Einsatz. Zuletzt wurde die Ionian Sky seit Juli 2013 unter Bereederung der NEL Lines zwischen Thessaloniki, Mytilini, Lesbos, Chios, Samos und Ikaria genutzt. Am 13. September 2013 beendete ein Maschinenschaden die aktive Laufbahn des Schiffes. Sechs Tage später wurde es in Ambelakia aufgelegt.
Im Oktober 2019 entwickelte die seit sechs Jahren ungenutzte Ionian Sky Schlagseite. Drei Monate später folgte im Januar 2020 der Verkauf des Schiffes zum Abbruch in die Türkei. Am 24. Januar traf die mehr als 45 Jahre alte Fähre im Schlepp der Christos 34 bei den Abwrackwerften von Aliağa ein.